# Positron
Positron PPS (Positive Pre-Select) System – technologia sterowania tylną przerzutką firmy Shimano, a zarazem niepełna grupa osprzętu. Positron był pierwszą próbą indeksacji biegów podjętą przez japońskiego producenta. Mechanizm zapadkowy został wbudowany w przerzutkę i składał się z wycinka koła zębatego oraz kulki przyciskanej do niego sprężyną. Dzięki temu wózek przerzutki nie przesuwał się płynnie w poziomie, lecz skokowo, w założeniu tak, by górne kółko znajdowało się dokładnie pod zębatką wielotrybu. Pantograf przerzutki nie był wyposażony w sprężynę powrotną. Manetka pracowała w standardowym trybie ciernym (płynnie).
W pierwszej wersji systemu, wprowadzonej w 1977 roku, linka biegła między manetką a przerzutką dwukrotnie. Manetka przestawiała przerzutkę, ciągnąc za jedną lub drugą linkę. W drugiej wersji (Positron II) opracowanej rok później linkę zastąpiono elastycznym drutem, który mógł być ciągnięty lub pchany.
Shimano wyszło z założenia, że doświadczeni kolarze opanowali zmianę biegów do perfekcji i nie potrzebowali indeksacji. Positron został więc skierowany do początkujących rowerzystów jako system ułatwiający operowanie przerzutką. Przerzutki Positron były zbudowane na bazie najniższych modeli (Tourney), wykonanych tanio z niskiej jakości materiałów. Takie posunięcie okazało się zgubne dla systemu, który wymagał wysokiej precyzji. Co więcej, mechanizm zapadkowy w przerzutce był narażony na zabrudzenia i uszkodzenia podczas jazdy. Positron był produkowany do połowy lat 80. XX wieku. W 1984 roku Shimano zaprezentowało nowy, doskonalszy system indeksacji - SIS - który szybko opanował rynek i przyczynił się do potężnego wzmocnienia pozycji japońskiego potentata.